# Bataille de Télamon
 (octobre 2007).
Si vous disposez d'ouvrages ou d'articles de référence ou si vous connaissez des sites web de qualité traitant du thème abordé ici, merci de compléter l'article en donnant les références utiles à sa vérifiabilité et en les liant à la section « Notes et références ».
Pour les articles homonymes, voir Télamon.
Batailles
- Rome (404 av. J.-C.)
- Melpum (396 av. J.-C.)
- Allia (390 av. J.-C.)
- Rome (396 av. J.-C.)
- Rome (390 av. J.-C.)
- Rivière Anio (367 av. J.-C.)
- autariates (310 av. J.-C.)
- Clusium (295 av. J.-C.)
- Sentinum (295 av. J.-C.)
- Arretium (284 ou 283 av. J.-C.)
- Vadimon (283 av. J.-C.)
- Macédoine (279 av. J.-C.)
- Fiesole (225 av. J.-C.)
- Télamon (225 av. J.-C.)
- Clastidium (222 av. J.-C.)
- Crémone (200 av. J.-C.)
- Placentia (en) (194 av. J.-C.)
- Mutina (en) (193 av. J.-C.)

La bataille de Télamon oppose en août 225 av. J.-C. les Romains aux Gaulois cisalpins d'Italie du Nord, associés à des contingents de Gaule transalpine. La bataille se situe sur la côte de l'Étrurie près du cap Télamon, aujourd'hui Talamone, frazione de la commune d'Orbetello, dans la province de Grosseto, en Toscane. 
Cette bataille marque la fin de la menace gauloise sur les possessions italiennes de Rome.

## Contexte
Depuis la prise de Rome par Brennus en 386, les Romains et les Gaulois établis dans la plaine du Pô, au nord de l'Italie, se sont affrontés à de très nombreuses reprises.
Au cours de la deuxième partie du IIIe siècle av. J.-C., les Romains, qui convoitent la riche plaine padane, finissent par expulser les Gaulois Sénons et s'attribuer leurs terres en 232. Les autres tribus gauloises de Gaule Cisalpine, principalement les Boïens et les Insubres, se sentant fortement menacées par l'expansionnisme romain, décident de faire appel à des mercenaires gaulois des Alpes et des régions du Rhône, les Gésates.

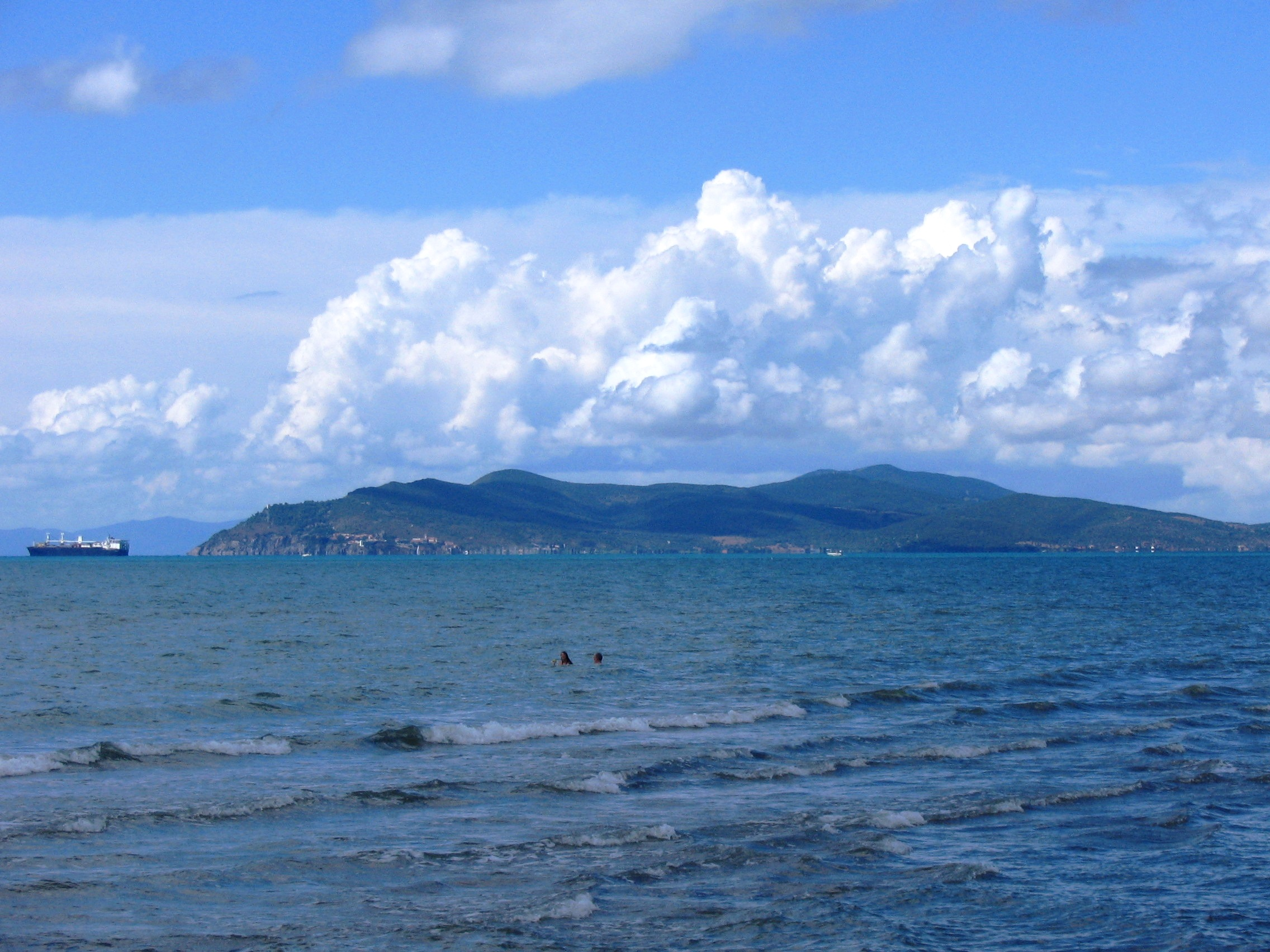
Le site de la bataille

## Bataille
En 225, une armée gauloise de 50 000 fantassins, 20 000 cavaliers et combattants en chars envahit et pille l'Étrurie puis se dirige vers Rome. Les Romains et leurs alliés mobilisent d'importantes ressources et lèvent trois armées consulaires à effectif de guerre. Les Gaulois se retirent à la suite de ces préparatifs. La première armée romaine les rattrape à Fiesole, mais est très lourdement battue. Le consul Æmilius Papus qui arrive de Rimini avec son armée de 40 000 hommes rallie les survivants et poursuit les Gaulois le long de la côte tyrrhénienne. La troisième armée romaine, sous le commandement de Caius Atilius Regulus, arrive de Sardaigne et débarque à Pise. Elle coupe la retraite à l'armée gauloise fortement ralentie dans ses mouvements par un énorme butin. Les Gaulois, qui voulaient éviter le combat, n'ont plus le choix. Ils sont pris entre l'armée de Papus au sud et celle de Regulus, forte de 40 000 hommes, au nord. Les combats commencent au nord par de furieuses mêlées entre les cavaleries des deux armées afin de s'assurer la possession d'une colline contrôlant la route côtière. Le consul Regulus y trouve la mort, mais l'intervention de la cavalerie du consul Papus permet aux Romains de garder son contrôle. Les infanteries adverses s'affrontent ensuite : les guerriers gaulois sont harcelés par les vélites puis affrontent les légionnaires au corps à corps. Les combats sont acharnés mais la cavalerie romaine, qui a mis en fuite son homologue gauloise, attaque l'infanterie gauloise de flanc. Cette charge offre la victoire aux Romains.

## Conséquences
La victoire romaine est totale. 40 000 Gaulois sont tués et 10 000 sont faits prisonniers selon Polybe. Les Romains s'emparent du butin des Gaulois et conquièrent l'ensemble de la plaine padane au cours des trois années suivantes, soumettant les Boïens, les Cénomans et les Insubres. La deuxième guerre punique qui éclate en 218 av. J.-C. retarde d'une vingtaine d'années la prise de contrôle effective de la plaine du Pô par Rome.

#### Sources antiques
- L'historien Quintus Fabius Pictor, témoin direct, a participé à la bataille de Télamon, mais nous n'avons conservé de son œuvre que des fragments.
- La source antique la plus développée sur la bataille de Télamon est Polybe, Histoires, livre II, chap. VI.
- Dion Cassius, Histoire romaine, XII, 20.
- Tite-Live, Ab urbe condita, Periocha, 20, 8.
- Eutrope, Breviarium ab urbe condita, III, 5.

#### Sources modernes
- Venceslas Kruta, Les Celtes. Histoire et dictionnaire, des origines à la romanisation et au christianisme (coll. « Bouquins »), Paris, Robert Laffont, 2000.
- (it) Gualtiero Della Monaca, Talamone 225 a.C., la battaglia dimenticata, Arcidosso (GR), Edizioni Effigi, 2012.